# Послы Турции в Азербайджанской Республике
Посол Турции в Азербайджанской Республике — является высшим дипломатическим должностным лицом, представляющим Турцию в Азербайджане.

## Список
Ниже представлен список послов Турции в Азербайджане:
| Посол                                                                                              | Начало полномочий | Конец полномочий |
| -------------------------------------------------------------------------------------------------- | ----------------- | ---------------- |
| Эсендал Мемдух Севкет                                                                              | 1920              | 1924             |
| Алтан Караманоглу                                                                                  | 14 января 1992    | 24 апреля 1995   |
| Омур Орхун                                                                                         | 2 maя 1995        | 16 сентября 1996 |
| Фарук Логоглу                                                                                      | 30 сентября 1996  | 5 февраля 1998   |
| Кадри Эджвет Тезджан Cвободно владеет французским и английским языками. Женат и имеет двоих детей. | 6 февраля 1998    | 11 ноября 2001   |
| Унал Чевикоз                                                                                       | 12 ноября 2001    | 31 октября 2004  |
| Туран Моралы                                                                                       | 19 ноября 2004    | 4 января 2007    |
| Хюсеин Авни Карслыоглу                                                                             | 16 января 2007    | 20 февраля 2008  |
| Хулуси Кылыч                                                                                       | 1 Марта 2008      | 15 сентября 2012 |
| Исмаил Альпер Джошкун                                                                              | 24 сентября 2012  | 11 октября 2016  |
| Эркан Озорал                                                                                       | 11 октября 2016   | 2 апреля 2021    |
| Джахит Багчи                                                                                       | 2 апреля 2021     | 3 декабря 2024   |
| Бирол Акгюн                                                                                        | 3 декабря 2024    |                  |